# Comarques de Biscaia

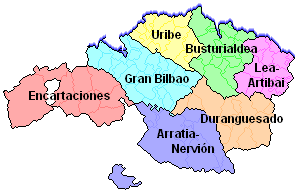
Les set comarques de Biscaia.

Les Comarques de Biscaia són una divisió interna del territori històric de Biscaia (País Basc), però que no constitueixen una divisió administrativa oficial. Hi ha set comarques constituïdes per les quatre valls del baix Nervión i Asua, Butron, Oca i Ibaizabal, les Encartaciones en l'extrem occidental de la província, les conques dels rius Lea i Artibai i el restant conjunt de terres en el veïnatge d'Àlaba.
- Gran Bilbao. Comprèn la conurbació urbana creada entorn de la capital, la vila de Bilbao. La componen, al costat de Bilbao, el Marge Esquerre, el Marge Dret, la Zona Minera, la vall d'Asúa (Txorierri) i l'Alt Nervión. Aquí viu la major part de la població de Biscaia i gairebé la meitat de la del País Basc.
- Duranguesat. Corresponent a la conca alta del riu Ibaizabal entorn de la Vila de Durango. Altres poblacions importants són Amorebieta-Etxano i Ermua
- Lea-Artibai o comarca de Markina. Comprèn les conques dels rius Lea i Artibai. Situada prop de la costa, les seves poblacions més importants són Markina, Ondarroa i Lekeitio.
- Busturialdea-Urdaibai. Comprèn la conca del riu Oka i el seu estuari, la ria de Mundaka. Les dues localitats més importants són Bermeo i Gernika.
- Uribe o comarca de Mungia. Comprèn la vall del Butron.
- Les Encartaciones: Comarca més occidental que limita amb Cantàbria, Burgos i Àlaba. Les localitats més importants són Balmaseda i Zalla.
- Arratia-Nerbion. Comprèn la vall d'Arratia, la conca mitjana del Nervión i l'enclavament d'Orduña en territori alabès.

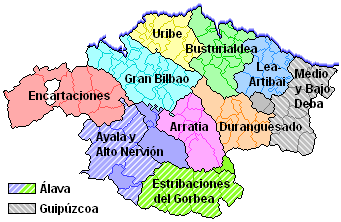
Comarques de Biscaia prescindint dels límits provincials.

A l'Atlas Històric Geogràfic del País Basc, prescindint dels límits territorials dels Territoris Històrics i atenent a les àrees d'influència de les capçaleres comarcals es proposa un mapa comarcal lleugerament distint. Com pot apreciar-se, el Duranguesado perd els municipis d'Ermua i Mallabia que s'inclouen ara en la comarca guipuscoana del Baix Deba mentre que els de Lemoa i Bedia s'inclouen en la comarca de Arratia que al seu torn es partiona de la conca del Nerbion. D'altra banda, en l'extrem sud-oriental els municipis d'Otxandiano i Ubide s'inclouen ara en la comarca del Gorbea.

## Àrees funcionals
Prescindint igualment dels límits provincials el País Basc està dividit en les Directrius d'Ordenació del Territori que van entrar en vigor el 12 de febrer de 1997 en les cridades Areas Funcionals: 

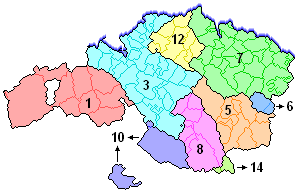
Àrees funcionals de Biscaia definides en les Directrius d'Ordenació del Territori.

1. Balmaseda-Zalla.
2. Beasain-Zumárraga.
3. Bilbao Metropolità.
4. Donostia-Sant Sebastià.
5. Durango.
6. Eibar.
7. Gernika-Markina.
8. Igorre.
9. Laguardia
10. Laudio/Llodio.
11. Mondragón-Bergara.
12. Mungia.
13. Tolosa.
14. Àlaba Central.
15. Zarautz-Azpeitia.